# عبدالصمد بوناصر
عبدالصمد بوناصر (انگلیسی: Abdessamed Bounacer؛ زادهٔ ۱۱ دسامبر ۲۰۰۴) بازیکن فوتبال اهل الجزایر است.
وی سابقه بازی در باشگاه فوتبال اتحاد الجزایر و باشگاه ورزشی السد را در کارنامه دارد.